# Seznam vrcholů v Blatenské pahorkatině
Seznam vrcholů v Blatenské pahorkatině obsahuje pojmenované vrcholy s nadmořskou výškou nad 650 m nebo s prominencí nad 100 metrů. Seznam je založen na údajích dostupných na stránkách Mapy.cz. Jako hranice pohoří byla uvažována hranice stejnojmenného geomorfologického celku.

## Seznam vrcholů podle výšky
Seznam vrcholů podle výšky obsahuje pojmenované vrcholy s výškou nad 650 m n. m. Všechny nejvyšší hory se nachází v podcelku Nepomucká vrchovina, většina z nich v okrsku Plánická vrchovina, včetně nejvyšší Drkolné (729 m n. m.).

| #   | Vrchol          | Výška m n. m. | Souřadnice                       | Okrsek                      | Přístup                  |
| --- | --------------- | ------------- | -------------------------------- | --------------------------- | ------------------------ |
| 1.  | Drkolná         | 729           | 49°20′18″ s. š., 13°23′37″ v. d. | Plánická vrchovina          | neznačeno                |
| 2.  | Rovná           | 724           | 49°22′05″ s. š., 13°24′06″ v. d. | Plánická vrchovina          | neznačeno                |
| 3.  | Na Skále        | 716           | 49°19′46″ s. š., 13°22′35″ v. d. | Plánická vrchovina          | neznačeno                |
| 4.  | Stírka          | 706           | 49°24′52″ s. š., 13°32′57″ v. d. | Plánická vrchovina          | neznačeno                |
| 5.  | Kovářská        | 706           | 49°19′46″ s. š., 13°22′35″ v. d. | Plánická vrchovina          | neznačeno                |
| 6.  | Barák           | 706           | 49°22′55″ s. š., 13°23′43″ v. d. | Plánická vrchovina          | neznačeno                |
| 7.  | Boušový         | 700           | 49°19′54″ s. š., 13°22′35″ v. d. | Plánická vrchovina          | neznačeno                |
| 8.  | Hůrky           | 698           | 49°19′58″ s. š., 13°25′08″ v. d. | Nalžovskohorská pahorkatina | neznačeno                |
| 9.  | Jedlový kopec   | 692           | 49°20′16″ s. š., 13°25′11″ v. d. | Nalžovskohorská pahorkatina | neznačeno                |
| 10. | Kostřáb         | 690           | 49°23′43″ s. š., 13°24′29″ v. d. | Plánická vrchovina          | neznačeno                |
| 11. | Smetanec        | 690           | 49°20′58″ s. š., 13°23′56″ v. d. | Plánická vrchovina          | neznačeno                |
| 12. | Karkule         | 678           | 49°23′22″ s. š., 13°24′03″ v. d. | Plánická vrchovina          | neznačeno                |
| 13. | Hůrka           | 677           | 49°19′28″ s. š., 13°23′42″ v. d. | Plánická vrchovina          | neznačeno                |
| 14. | Hora            | 675           | 49°21′47″ s. š., 13°31′09″ v. d. | Nalžovskohorská pahorkatina | neznačeno                |
| 15. | V Kopaninách    | 674           | 49°25′37″ s. š., 13°31′50″ v. d. | Plánická vrchovina          | neznačeno                |
| 16. | Stražín         | 674           | 49°20′08″ s. š., 13°27′25″ v. d. | Nalžovskohorská pahorkatina | neznačeno                |
| 17. | Křemešná        | 673           | 49°19′53″ s. š., 13°27′46″ v. d. | Nalžovskohorská pahorkatina | neznačeno                |
| 18. | Pavlova hora    | 673           | 49°21′23″ s. š., 13°24′57″ v. d. | Plánická vrchovina          | neznačeno                |
| 19. | Zdebořická hora | 671           | 49°21′31″ s. š., 13°25′37″ v. d. | Plánická vrchovina          | neznačeno                |
| 20. | Okrouhlík       | 671           | 49°20′04″ s. š., 13°27′06″ v. d. | Nalžovskohorská pahorkatina | neznačeno                |
| 21. | Škalice         | 670           | 49°21′04″ s. š., 13°25′29″ v. d. | Plánická vrchovina          | neznačeno                |
| 22. | Štědrý          | 668           | 49°30′38″ s. š., 13°39′14″ v. d. | Plánická vrchovina          | neznačeno                |
| 23. | Hora            | 668           | 49°25′08″ s. š., 13°31′59″ v. d. | Plánická vrchovina          | neznačeno                |
| 24. | Svatá Markéta   | 660           | 49°26′11″ s. š., 13°39′28″ v. d. | Plánická vrchovina          | zelená turistická značka |
| 25. | Vracovská hora  | 659           | 49°23′15″ s. š., 13°27′05″ v. d. | Plánická vrchovina          | neznačeno                |
| 26. | Javor           | 656           | 49°22′55″ s. š., 13°27′17″ v. d. | Plánická vrchovina          | neznačeno                |
| 27. | Ježek           | 654           | 49°23′54″ s. š., 13°25′48″ v. d. | Plánická vrchovina          | neznačeno                |
| 28. | Jelení vrch     | 654           | 49°23′02″ s. š., 13°25′34″ v. d. | Plánická vrchovina          | neznačeno                |
| 29. | Šiškovka        | 653           | 49°22′42″ s. š., 13°27′15″ v. d. | Plánická vrchovina          | neznačeno                |
| 30. | Křížovická hora | 652           | 49°21′44″ s. š., 13°27′04″ v. d. | Plánická vrchovina          | neznačeno                |
| 31. | Skalka          | 652           | 49°19′19″ s. š., 13°27′57″ v. d. | Nalřovskohorská pahorkatina | neznačeno                |
| 32. | Chocholka       | 650           | 49°21′57″ s. š., 13°31′21″ v. d. | Nalžovskohorská pahorkatina | neznačeno                |

## Seznam vrcholů podle prominence
Seznam vrcholů podle prominence obsahuje všechny hory a kopce s prominencí (relativní výškou) nad 100 metrů, bez ohledu na nadmořskou výšku. Takových je v Blatenské pahorkatině 6. Nejprominentnějším vrcholem je Stírka (147 m), následovaná nejvyšší Drkolnou (135 m).
| #  | Vrchol        | Výška m n. m. | Promi- nence | Izolace (km)    | Souřadnice                       | Podcelek                 | Přístup                  |
| -- | ------------- | ------------- | ------------ | --------------- | -------------------------------- | ------------------------ | ------------------------ |
| 1. | Stírka        | 0706          | 147          | 10,5 → Rovná    | 49°24′52″ s. š., 13°32′57″ v. d. | Nepomucká vrchovina      | neznačeno                |
| 2. | Drkolná       | 0729          | 135          | 06,1 → Vidhošť  | 49°20′18″ s. š., 13°23′37″ v. d. | Nepomucká vrchovina      | neznačeno                |
| 3. | Štědrý        | 0668          | 135          | 05,8 → Na Skále | 49°30′38″ s. š., 13°39′14″ v. d. | Nepomucká vrchovina      | neznačeno                |
| 4. | Tisovník      | 0589          | 115          | 05,7 → Hřeben   | 49°17′39″ s. š., 13°52′57″ v. d. | Horažďovická pahorkatina | neznačeno                |
| 5. | Hora          | 0675          | 112          | 05,4 → Stírka   | 49°21′47″ s. š., 13°31′09″ v. d. | Nepomucká vrchovina      | neznačeno                |
| 6. | Svatá Markéta | 0660          | 102          | 07,6 → Stírka   | 49°26′11″ s. š., 13°39′28″ v. d. | Nepomucká vrchovina      | zelená turistická značka |